# Coticule
De coticule  of Belgisch brok is een in de natuur voorkomende steensoort die gebruikt wordt als wetsteen. Hij wordt zowel gebruikt in rechthoekige vorm als in een veelhoekige variant. Deze laatste wordt ook wel bout genoemd. De Coticule heeft een fijnheid van tussen de 6000 en 8000 grit en bevat tussen de 30 en 42% granaten. Dit maakt hem tot een zeer goede wetsteen voor het scherpen van messen.
Door de grilligheid van de natuur komt de gele steen slechts in dunne lagen voor. 
De steen wordt verhandeld als tweelagige steen met een gele en een paarse kant. Tegenwoordig zijn deze vaak verlijmd. Daarnaast wordt er ook ingegrepen in de vormgeving.
In de handel worden, uitsluitend op basis van visuele verschillen, twee varianten aangeboden. De Standard en de Selected.
De eerste bevat vaak schoonheidsfoutjes of natuurlijke verkleuringen, de Selected daarentegen is een homogene steen.

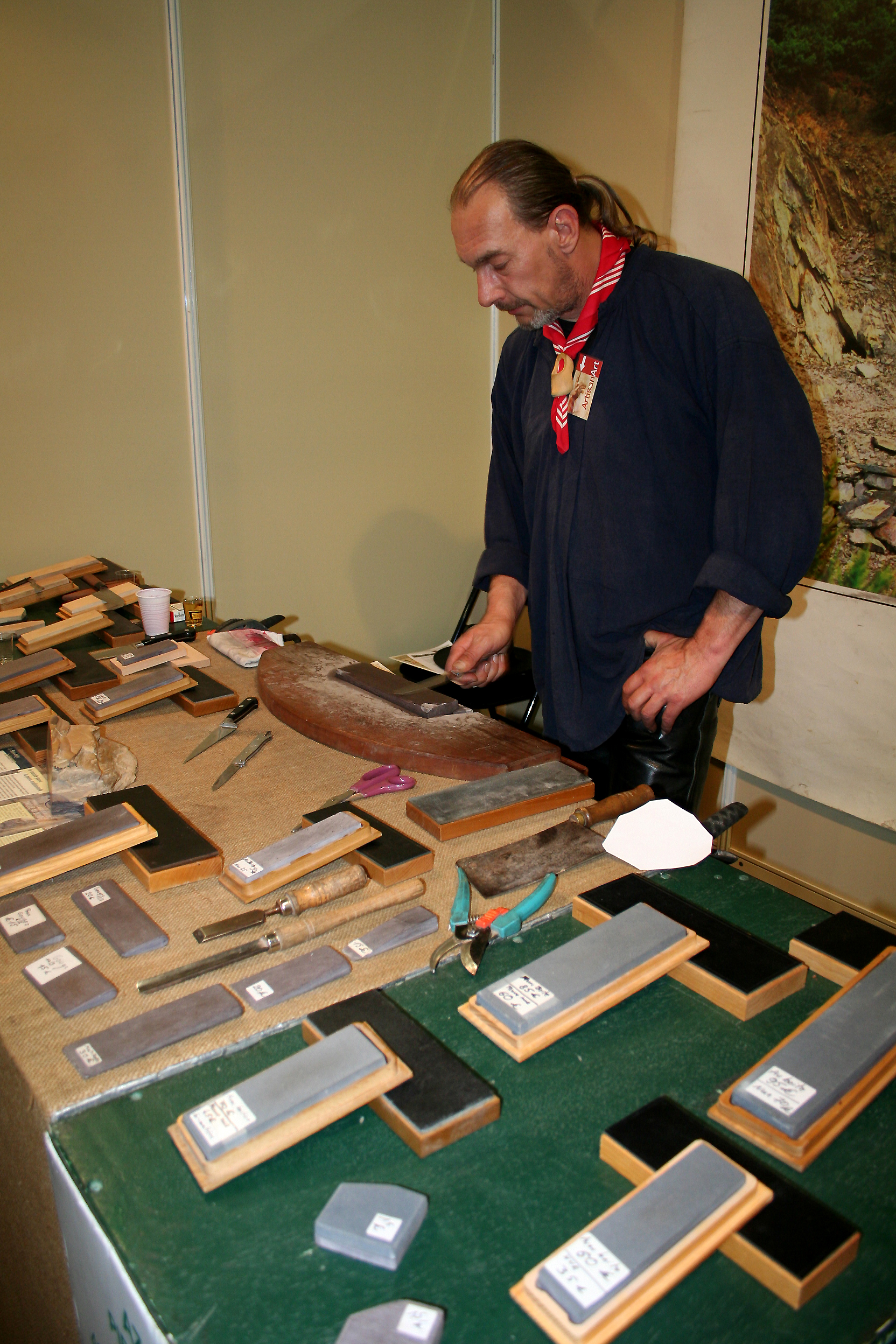
verkoper met coticulen in Vielsalm
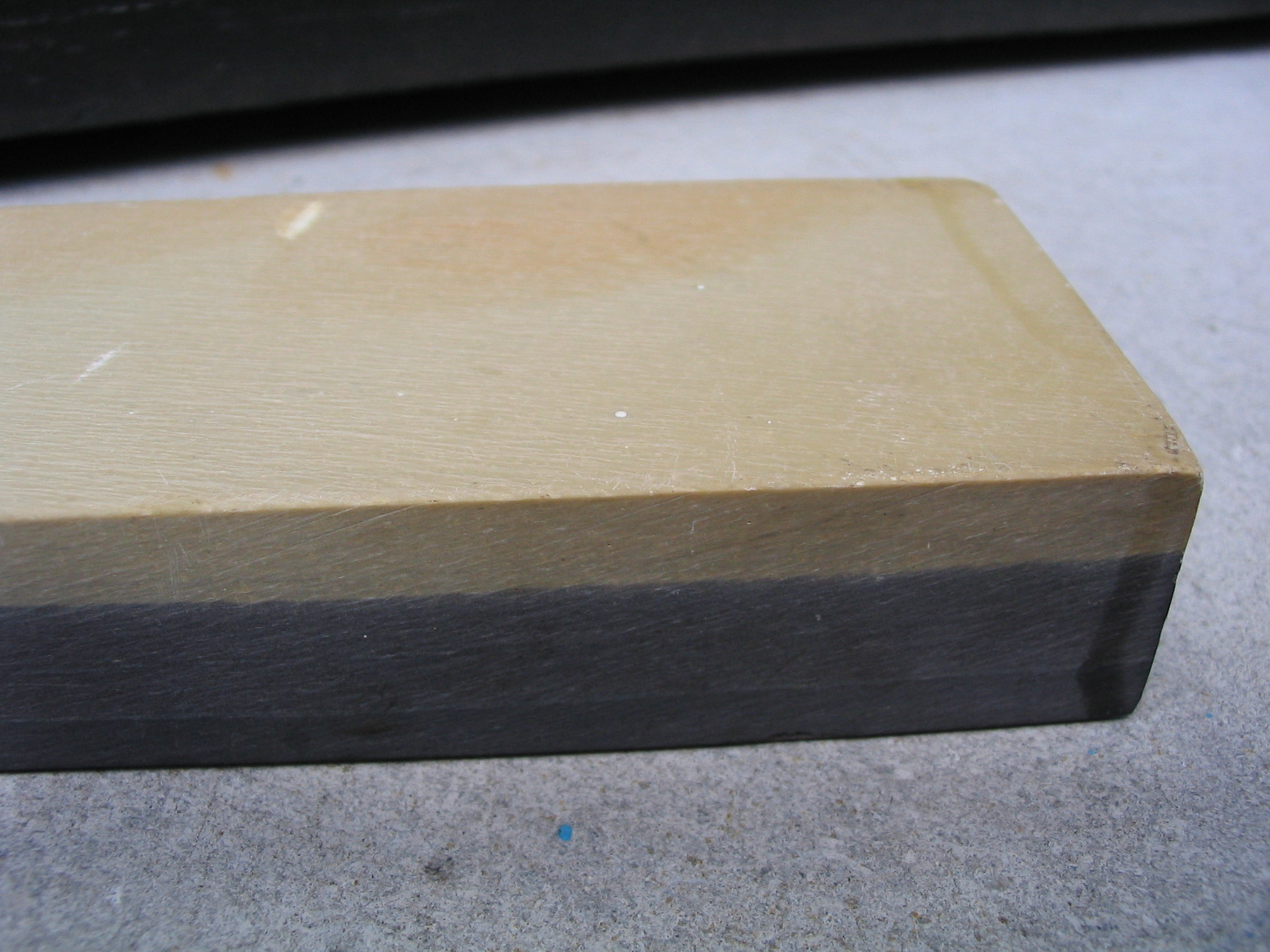
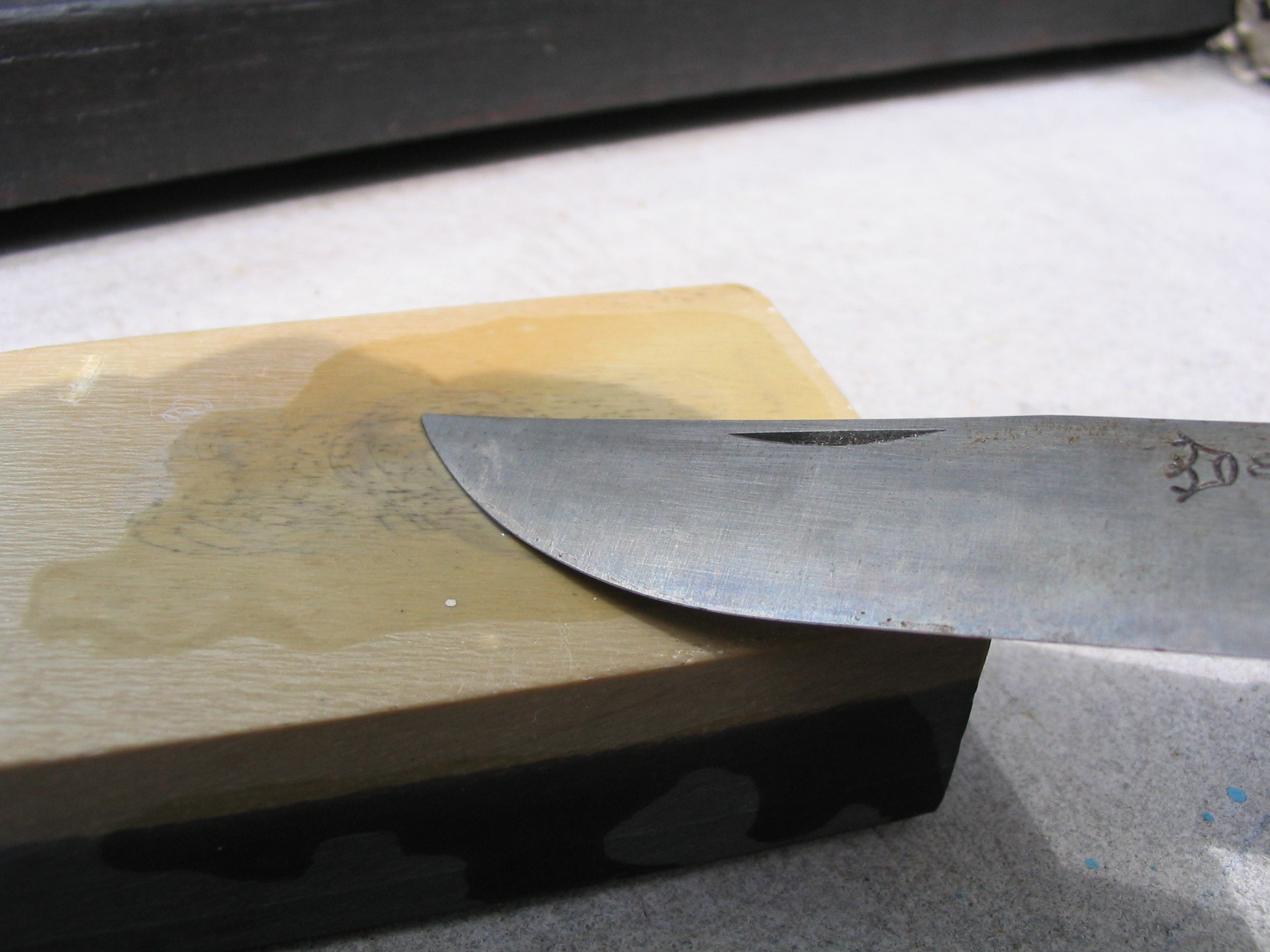

## Websites
- Ardennes-coticule natural whetstones